# Hong Kong en los Juegos Olímpicos de Barcelona 1992
Hong Kong estuvo representado en los Juegos Olímpicos de Barcelona 1992 por un total de 38 deportistas, 28 hombres y 10 mujeres, que compitieron en 11 deportes.
El equipo olímpico hongkonés no obtuvo ninguna medalla en estos Juegos.